# Zuñeda
Zuñeda é um município da Espanha na província de Burgos, comunidade autónoma de Castela e Leão, de área 12,14 km² com população de 63 habitantes (2007) e densidade populacional de 5,60 hab/km².

## Demografia
| Variação demográfica do município entre 1991 e 2004 | Variação demográfica do município entre 1991 e 2004 | Variação demográfica do município entre 1991 e 2004 | Variação demográfica do município entre 1991 e 2004 |
| --------------------------------------------------- | --------------------------------------------------- | --------------------------------------------------- | --------------------------------------------------- |
| 1991                                                | 1996                                                | 2001                                                | 2004                                                |
| 96                                                  | 88                                                  | 80                                                  | 68                                                  |